# Mount Redoubt
Mount Redoubt – szczyt wulkaniczny, należący do stratowulkanów na Alasce, położony nad Zatoką Cooka około 180 km od miasta Anchorage. Wysokość wynosi 3109 m n.p.m. i jest najwyższym szczytem Gór Aleuckich. Średnica góry u podstawy wynosi 6 kilometrów, a objętość zawiera się w przedziale 30–35 km³. 
W 1989 chmura popiołu wyrzucona przez wulkan unosiła się nad obszarem o powierzchni 240 km². Pył zablokował silniki samolotu holenderskich linii KLM, lecącego do Anchorage z 231 pasażerami na pokładzie. Pilotom udało się w trakcie lotu ponownie uruchomić silniki i samolot bezpiecznie wylądował.
W styczniu 2009 sejsmolodzy donieśli o jego przebudzeniu i możliwej zbliżającej się erupcji wulkanu. Nastąpiła ona 22 marca 2009.